# Tommaso Radini
Tommaso Radini Tedeschi (15 de marzo de 1488-Roma, mayo de 1527) fue un religioso, escritor y orador italiano.

## Biografía
Natural, según la fuente, de Piacenza o Todi, pertenecía a una familia de condes alemanes. Tomó el hábito dominico en el convento de san Giovanni in Canale de Piacenza, estudió posiblemente en Pavía y terminada su carrera desempeñó las cátedras más principales de su provincia. Llamado a Roma como profesor de la Universidad papal de la Sapienza, se distinguió como orador. Amigo del cardenal Giovanni di Lorenzo de Medici, el futuro León X, fue un personaje de relieve de la curia durante su pontificado y el de sus sucesores, Adriano VI y Clemente VII. Fue también instituido como maestro supernumerario del Palacio Apostólico, algo desacostumbrado ya que el puesto estaba en desuso, como sustituto de Silvestre Mazzolini. Falleció en mayo de 1527, durante el saco de Roma.
Escribió varias oraciones y una obra titulada Calipsychia sive de pulchritudine animae, además de dos refutaciones de la doctrina protestante de Martín Lutero y Felipe Melanchthon.